# Phymaturus antofagastensis
Phymaturus antofagastensis  (лат.) — вид ящериц из семейства Liolaemidae. Латинское название вида указывает на месте его обнаружения департамент Антофагаста-де-ла-Сьерра.
Этот вид является эндемиком провинции Катамарка в Аргентине.
Питается растительным кормом. Живородящая ящерица. 